# Teatro Accademico
Il Teatro accademico è un teatro situato a Bagni di Lucca, in provincia di Lucca.

## Storia
Il teatro venne costruito nel 1790 da alcuni cittadini costituitisi in Accademia dei Provvidi. Nel corso dell'Ottocento il teatro ospitò spettacoli sia lirici che di prosa di primaria importanza.
Con l'affievolirsi dell'interesse sia verso la cittadina termale sia verso gli spettacoli teatrali, il teatro viene ceduto dall'Accademia al Comune e nel 1934 subisce diversi lavori per la sua trasformazione a cinematografo, fra cui la realizzazione della cabina di proiezione nel palco soprastante quello reale.
Nel secondo dopoguerra il teatro venne chiuso, iniziando così un lungo periodo di abbandono, interrotto dal restauro intrapreso nel 1980 su progetto dell'ingegner Lisandro Gambogi di Lucca e ormai concluso.
Dal 1987 sino al 1997 l'associazione culturale "Il Teatraccio" gestì il teatro, organizzando la stagione di prosa invernale e molte altre manifestazioni prima che ritornasse in piena gestione all'amministrazione comunale.

## Architettura
Il teatro, che presenta le forme tipiche del teatro all'italiana (platea a pianta ovoidale con 29 palchi suddivisi in due ordini e una loggia) può essere utilizzato come spazio per spettacoli in prosa e lirici, per concerti e incontri culturali.